# Lào Cai (thành phố)
Lào Cai trước đây là một thành phố biên giới phía bắc và là tỉnh lỵ của tỉnh Lào Cai, Việt Nam.  Từ 01/07/2025, thành phố chính thức kết thúc hoạt động và được tổ chức thành các phường theo mô hình chính quyền địa phương 02 cấp mới.
Thành phố Lào Cai có cửa khẩu quốc tế Lào Cai là nơi giao thương quan trọng ở phía bắc Việt Nam với phía nam Trung Quốc. Là địa đầu của đất nước, thành phố Lào Cai là cửa ngõ quan trọng mở cửa thị trường Việt Nam với các tỉnh phía tây nam Trung Quốc và cả các tỉnh nằm sâu trong nội địa Trung Quốc.

## Địa lý

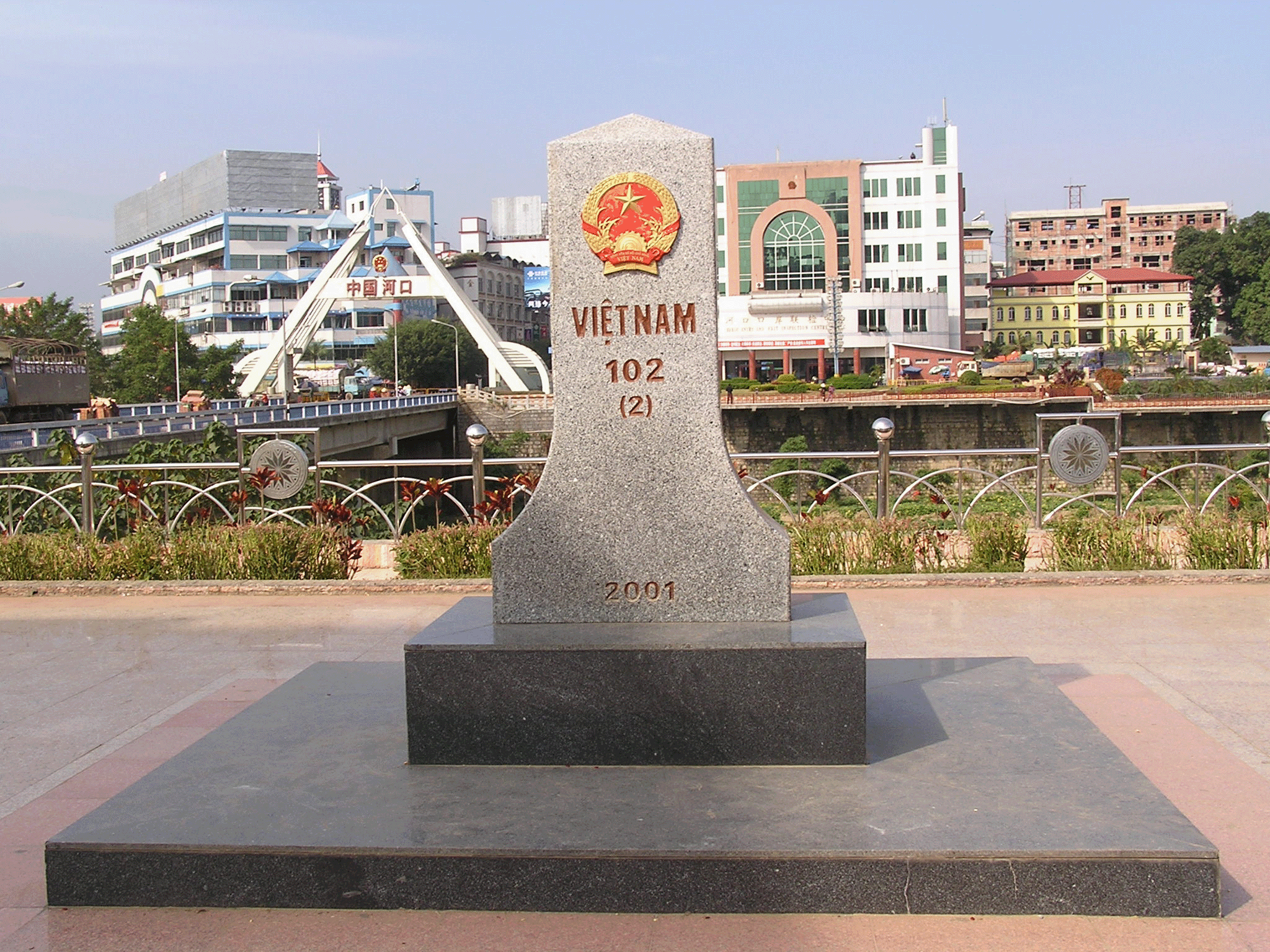
Cột mốc biên giới Việt Nam - Trung Quốc tại cửa khẩu Hà Khẩu

Thành phố Lào Cai nằm ở phía bắc của tỉnh Lào Cai, cách trung tâm thủ đô Hà Nội khoảng 286 km về phía tây bắc và có vị trí địa lý:
- Phía đông giáp huyện Bảo Thắng
- Phía tây giáp huyện Bát Xát
- Phía nam giáp thị xã Sa Pa
- Phía bắc giáp tỉnh Vân Nam, Trung Quốc.

Thành phố Lào Cai có diện tích 282,13 km², dân số năm 2019 là 130.671 người, mật độ dân số đạt 463 người/km².
Từ thành phố Lào Cai đi thị xã du lịch Sa Pa theo Quốc lộ 4D khoảng 40 km.

### Khí hậu
| Dữ liệu khí hậu của Lào Cai                                  | Dữ liệu khí hậu của Lào Cai | Dữ liệu khí hậu của Lào Cai | Dữ liệu khí hậu của Lào Cai | Dữ liệu khí hậu của Lào Cai | Dữ liệu khí hậu của Lào Cai | Dữ liệu khí hậu của Lào Cai | Dữ liệu khí hậu của Lào Cai | Dữ liệu khí hậu của Lào Cai | Dữ liệu khí hậu của Lào Cai | Dữ liệu khí hậu của Lào Cai | Dữ liệu khí hậu của Lào Cai | Dữ liệu khí hậu của Lào Cai | Dữ liệu khí hậu của Lào Cai |
| Tháng                                                        | 1                           | 2                           | 3                           | 4                           | 5                           | 6                           | 7                           | 8                           | 9                           | 10                          | 11                          | 12                          | Năm                         |
| ------------------------------------------------------------ | --------------------------- | --------------------------- | --------------------------- | --------------------------- | --------------------------- | --------------------------- | --------------------------- | --------------------------- | --------------------------- | --------------------------- | --------------------------- | --------------------------- | --------------------------- |
| Cao kỉ lục °C (°F)                                           | 31.4 (88.5)                 | 34.6 (94.3)                 | 38.0 (100.4)                | 38.1 (100.6)                | 41.8 (107.2)                | 40.1 (104.2)                | 39.7 (103.5)                | 39.5 (103.1)                | 36.8 (98.2)                 | 37.2 (99.0)                 | 33.2 (91.8)                 | 31.5 (88.7)                 | 41.8 (107.2)                |
| Trung bình ngày tối đa °C (°F)                               | 20.1 (68.2)                 | 21.3 (70.3)                 | 25.3 (77.5)                 | 28.8 (83.8)                 | 32.1 (89.8)                 | 32.7 (90.9)                 | 32.7 (90.9)                 | 32.4 (90.3)                 | 31.3 (88.3)                 | 28.7 (83.7)                 | 25.1 (77.2)                 | 21.9 (71.4)                 | 27.7 (81.9)                 |
| Trung bình ngày °C (°F)                                      | 15.7 (60.3)                 | 17.0 (62.6)                 | 20.7 (69.3)                 | 24.2 (75.6)                 | 27.0 (80.6)                 | 27.9 (82.2)                 | 27.9 (82.2)                 | 27.5 (81.5)                 | 26.3 (79.3)                 | 24.0 (75.2)                 | 20.2 (68.4)                 | 17.0 (62.6)                 | 23.0 (73.4)                 |
| Tối thiểu trung bình ngày °C (°F)                            | 13.3 (55.9)                 | 14.5 (58.1)                 | 17.9 (64.2)                 | 21.1 (70.0)                 | 23.6 (74.5)                 | 24.7 (76.5)                 | 24.9 (76.8)                 | 24.4 (75.9)                 | 23.3 (73.9)                 | 21.2 (70.2)                 | 17.5 (63.5)                 | 14.3 (57.7)                 | 20.0 (68.0)                 |
| Thấp kỉ lục °C (°F)                                          | 1.4 (34.5)                  | 5.6 (42.1)                  | 6.8 (44.2)                  | 10.0 (50.0)                 | 14.8 (58.6)                 | 18.7 (65.7)                 | 20.0 (68.0)                 | 17.3 (63.1)                 | 15.8 (60.4)                 | 8.8 (47.8)                  | 5.8 (42.4)                  | 2.8 (37.0)                  | 1.4 (34.5)                  |
| Lượng Giáng thủy trung bình mm (inches)                      | 22 (0.9)                    | 33 (1.3)                    | 58 (2.3)                    | 129 (5.1)                   | 171 (6.7)                   | 239 (9.4)                   | 302 (11.9)                  | 355 (14.0)                  | 222 (8.7)                   | 153 (6.0)                   | 54 (2.1)                    | 27 (1.1)                    | 1.764 (69.4)                |
| Số ngày giáng thủy trung bình                                | 7.8                         | 8.8                         | 11.5                        | 15.8                        | 16.8                        | 18.7                        | 20.9                        | 21.1                        | 15.8                        | 14.8                        | 10.2                        | 7.7                         | 169.8                       |
| Độ ẩm tương đối trung bình (%)                               | 84.8                        | 84.0                        | 82.5                        | 83.1                        | 81.4                        | 84.4                        | 85.8                        | 86.0                        | 85.5                        | 85.8                        | 86.3                        | 85.8                        | 84.6                        |
| Số giờ nắng trung bình tháng                                 | 80                          | 70                          | 102                         | 142                         | 180                         | 145                         | 158                         | 160                         | 158                         | 133                         | 109                         | 104                         | 1.539                       |
| Nguồn: Vietnam Institute for Building Science and Technology |                             |                             |                             |                             |                             |                             |                             |                             |                             |                             |                             |                             |                             |

### Sông ngòi
Thành phố Lào Cai có hai con sông chảy qua. Sông Nậm Thi chạy quanh phía bắc tỉnh, đồng thời là ranh giới tự nhiên với Trung Quốc. Nước sông quanh năm trong xanh, là nguồn cung cấp nước sinh  thành phố. Sông Nậm Thi hợp lưu với sông Hồng ngay tại biên giới giữa thành phố Lào Cai và Trung Quốc. Sông Hồng sau khi được Nậm Thi hợp lưu thì chảy hẳn vào lãnh thổ Việt Nam, mang lại nguồn phù sa màu mỡ cho đồng bằng sông Hồng. Thành phố Lào Cai nằm hai bên bờ sông Hồng. Các cây cầu Cốc Lếu, Phố Mới,... bắc qua sông nối hai phần của thành phố.
Lào Cai có đỉnh Phan Xi Păng (Đỉnh Phan Xi Păng không thuộc thị trấn Sapa) cao 3.143 m trên dãy Hoàng Liên Sơn. Dãy Hoàng Liên Sơn có nhiều loài gỗ quý và chim thú như gà gô, gấu, khỉ, sơn dương. Trong khu rừng quốc gia Hoàng Liên Sơn còn có đến 136 loài chim, 56 loài thú và 553 loài côn trùng. Có 37 loài thú được ghi trong sách đỏ Việt Nam.

## Lịch sử

### Thời phong kiến
Dưới thời phong kiến tự chủ, vùng ngã ba sông Hồng và sông Nậm Thi đã hình thành đô thị cổ sầm uất gọi là "Bảo Thắng quan". Đó là cửa quan có đài hỏa hiệu báo tin tình hình biên giới, có thành lũy, đồn binh bảo vệ, bất khả xâm phạm. Bên tả ngạn sông Hồng, đối diện với Hà Khẩu là "Lão Nhai" (Phố Cổ). Bên hữu ngạn sông Hồng là một thung lũng tương đối bằng phẳng có nhiều cây gạo, mùa xuân hoa gạo đỏ rực bờ sông, ở đây đã hình thành khu phố mang tên "Cóoc Réeo" (gốc gạo), tức Cốc Lếu hiện nay.
Thời nhà Nguyễn, đời vua Gia Long, vùng đất thành phố Lào Cai ngày nay gồm các đơn vị: trại Nam Lô thuộc động Sơn Yêu, trại Bảo Thắng gồm toàn bộ phường Lào Cai ngày nay, vạn Bảo Thắng (vùng ven sông từ Vạn Hòa đến Phố Mới), động Cam Đường (toàn bộ xã Cam Đường cũ); động Hoa Quán (vùng Đồng Tuyển và Duyên Hải). Đến đời vua Đồng Khánh, vùng đất thành phố Lào Cai có các đơn vị: xã Cam Đường, xã Làng Pha, trại Nam Lô, vạn Bảo Thắng (Vạn Hòa và một phần Phố Mới), phố Bảo Thắng (phường Lào Cai và Phố Mới), phố Minh Hương (phố Tèo), một phần xã Lạc Sơn (vùng Nhạc Sơn, Cốc Lếu, Kim Tân, Bắc Cường, Nam Cường, Cốc San), một phần xã Đông Quán (Đồng Tuyển, Cốc Lếu, Duyên Hải).
Trong thư tịch cổ và sử sách cũ viết về thị xã Lào Cai xưa có tên phố Lão Nhai (Lao Cai), Tân Nhai (Phố Mới), phố Mã Phu Đoàn (Phố Tèo). Ba phố này kéo dài từ đền Thượng đến ga Quốc tế Lào Cai ngày nay.

### Thời Pháp thuộc
Sau khi chiếm được Việt Nam, vào ngày 29 tháng 9 năm 1881, người Pháp đặt các vùng thượng du Bắc Kỳ thành các đạo quan binh, áp dụng chế độ quân quản, Lào Cai thuộc Đạo quan binh số 4, đóng lỵ sở tại Sơn La. Ngày 3 tháng 10 năm 1896, Toàn quyền Đông Dương ban hành nghị định chuyển lỵ sở Đạo quan binh số 4 về Lào Cai. Vùng đất Lão Nhai trước đây trở thành trung tâm lỵ sở đạo quan binh số 4 bao gồm xã Nam Lô, phố Bảo Thắng, vạn Bảo Thắng, xã Cam Đường, xã Lạc Sơn (Nhạc Sơn), xã Đồng Quán. Nhằm củng cố đạo lỵ quan binh 4, ngày 22 tháng 2 năm 1902, trung tâm lỵ sở được nâng cấp thành trung tâm đô thị Lào Cai.

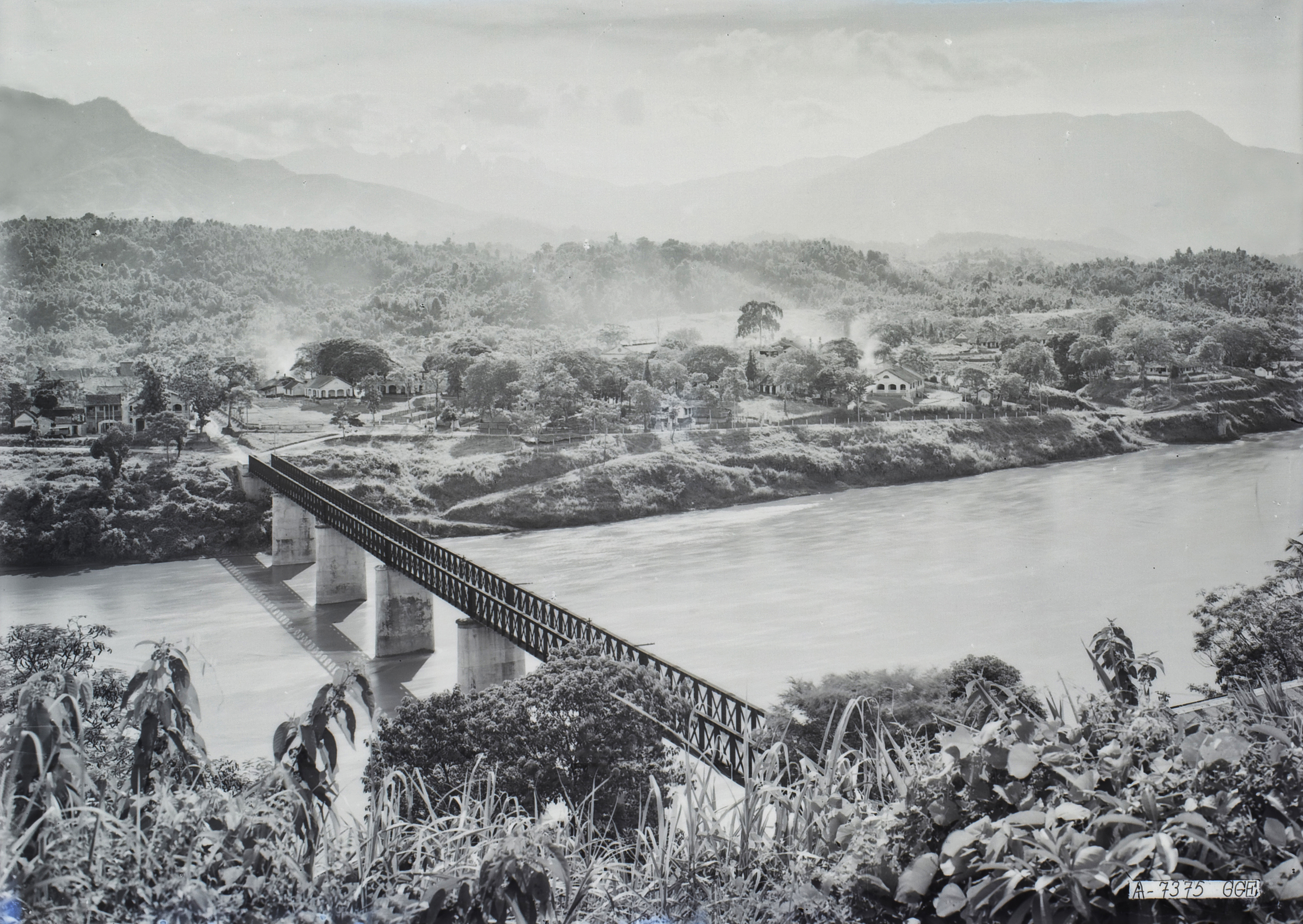
Cầu Cốc Lếu nối đôi bờ sông Hồng tại thị xã Lào Cai vào những năm 1920

Để mở rộng đô thị, đáp ứng nhu cầu của đô thị, người Pháp quy hoạch trung tâm đô thị Lào Cai hai lần: Năm 1904 tiến hành quy hoạch lần thứ nhất, tăng gấp 15 lần so với trước. Ngày 26 tháng 11 năm 1905, khánh thành khu chợ mới Cốc Lếu; ngày 1 tháng 2 năm 1906 đường sắt Lào Cai - Hải Phòng dài 390 km nối liền hải cảng với cửa khẩu Lào Cai được khơi thông. Đến cuối năm 1906, hệ thống hạ tầng của trung tâm hành chính Đạo quan binh số 4 Lao Kay cơ bản đã hình thành.
Ngày 12 tháng 7 năm 1907, Toàn quyền Đông Dương ban hành nghị định bãi bỏ đạo quan binh 4 Lao Kay để thành lập tỉnh Lao Kay và đô thị Lào Cai trở thành tỉnh lỵ.
Năm 1926, người Pháp tiếp tục quy hoạch thị xã lần thứ hai, chia thành 3 khu: khu vực trung tâm ở Lào Cai và Cốc Lếu gồm các thôn: Lào Cai, Tân Tèo, Cốc Lếu; khu vực Trại Mới và Nam thị xã; khu vực Núi Đo và các làng lân cận.

### Sau năm 1954
Năm 1954, hòa bình lập lại ở miền Bắc, thị xã Lào Cai được chia thành 10 khu: Lào Cai, Trần Hợp, Cốc Lếu, Sơn Đạo, Đồng Tuyển, Duyên Hải, Cầu Đen, Kim Hải, Tân Ấp A, Tân Ấp B. Ngày 1 tháng 11 năm 1960, tại Đại hội Đảng bộ toàn thể thị xã Lào Cai lần thứ I ban hành Nghị quyết sáp nhập 10 khu thành 4 khu phố đó là: Lào Cai, Cốc Lếu, Kim Tân, Duyên Hải.
Ngày 11 tháng 2 năm 1963, do nhu cầu phát triển khu mỏ apatit, Hội đồng Chính phủ ban hành Quyết định số 12/CP thành lập thị xã Cam Đường trên cơ sở tách một phần diện tích và dân số của xã Cam Đường thuộc huyện Bảo Thắng.
Ngày 1 tháng 1 năm 1976, ba tỉnh Lào Cai, Yên Bái, Nghĩa Lộ sáp nhập thành tỉnh Hoàng Liên Sơn, thị xã Lào Cai trở thành thị xã tỉnh lỵ của tỉnh Hoàng Liên Sơn, bao gồm 4 tiểu khu: Cốc Lếu, Duyên Hải, Kim Tân, Lào Cai và xã Vạn Hòa (xã Vạn Hòa trước thuộc huyện Bảo Thắng, từ năm 1960 trực thuộc thị xã Lào Cai). Năm 1978, tỉnh lỵ chuyển về thị xã Yên Bái.
Ngày 16 tháng 1 năm 1979, Hội đồng Chính phủ ban hành Quyết định 15-CP. Theo đó, sáp nhập xã Đồng Tuyển thuộc huyện Bát Xát và các thôn Tân Lập, Phú Thịnh, Bắc Tà, An Lac, Vĩ Kim I, Vĩ Kim II, Trâu Ví I, Trâu Ví II, Lò Gạch và Chính Cường của xã Nam Cường thuộc huyện Bảo Thắng (các thôn kể trên của xã Nam Cường hợp thành xã ngoại thị: xã Nam Cường ngoài) và thôn Na Mo của xã Bản Phiệt huyện Mường Khương (sáp nhập vào xã Vạn Hòa) vào thị xã Lào Cai quản lý.
Ngày 17 tháng 4 năm 1979, Hội đồng Chính phủ ban hành Nghị định 168-CP về việc sáp nhập thị xã Cam Đường vào thị xã Lào Cai.
Trong chiến tranh biên giới năm 1979, thị xã Lào Cai bị thiệt hại nặng nề. Xã Đồng Tuyển và 3 tiểu khu Cốc Lếu, Duyên Hải, Kim Tân trở thành vành đai trắng nên bị giải thể. Ngoài ra, cầu Cốc Lếu bị đánh sập gây chia cắt giao thông hai bờ sông Hồng nên vào ngày 26 tháng 2 năm 1980, tiểu khu Lào Cai và xã Vạn Hòa nằm ở tả ngạn tạm thời chuyển về trực thuộc huyện Bảo Thắng, đến năm 1991 mới trở lại trực thuộc thị xã Lào Cai.
Ngày 17 tháng 9 năm 1981, Ủy ban nhân dân tỉnh Hoàng Liên Sơn ban hành Quyết định số 1218/QĐ-UBND chia tách xã Cam Đường để thành lập phường Thống Nhất và phường Xuân Tăng.
Tháng 4 năm 1982, xã Đồng Tuyển được tái lập, bao gồm cả địa bàn các khu Cốc Lếu, Duyên Hải, Kim Tân trước đây.
Ngày 27 tháng 9 năm 1983, Hội đồng Bộ trưởng ban hành Quyết định 106-HĐBT về việc sáp nhập xã Nam Cường trong và xã Nam Cường ngoài thành xã Nam Cường.
Ngày 13 tháng 1 năm 1986, Hội đồng Bộ trưởng ban hành Quyết định 8-HĐBT về việc tách hai xã Tả Phời và Hợp Thành thuộc huyện Bảo Thắng để sáp nhập vào thị xã Lào Cai quản lý.
Thị xã Lào Cai sau khi điều chỉnh địa giới có 5 xã: Cam Đường, Đồng Tuyển, Hợp Thành, Nam Cường, Tả Phời và 4 phường: Bắc Lệnh, Pom Hán, Thống Nhất, Xuân Tăng.
Ngày 12 tháng 8 năm 1991, tỉnh Lào Cai được tái lập, thị xã Lào Cai trở lại là tỉnh lỵ tỉnh Lào Cai.
Ngày 9 tháng 6 năm 1992, Hội đồng Bộ trưởng ra Quyết định số 205-HĐBT. Theo đó, tái lập thị xã Cam Đường trên cơ sở tách 4 phường: Bắc Lệnh, Pom Hán, Thống Nhất, Xuân Tăng và 4 xã: Cam Đường, Hợp Thành, Nam Cường, Tả Phời thuộc thị xã Lào Cai.
Ngày 1 tháng 7 năm 1992, Ban Tổ chức - Cán bộ của Chính phủ ban hành Quyết định số 412/TCCP chia xã Nam Cường thuộc thị xã Cam Đường thành hai xã Nam Cường và Bắc Cường. Đồng thời chuyển xã Bắc Cường về thị xã Lào Cai quản lý.
Ngày 3 tháng 6 năm 1993, Chính phủ ban hành Nghị định số 31/CP về việc thành lập các phường thuộc thị xã Lào Cai. Theo đó, chuyển 5 tiểu khu: Lào Cai, Duyên Hải, Cốc Lếu, Kim Tân, Phố Mới thành 5 phường có tương ứng. Trước đó, vào năm 1992, các tiểu khu Cốc Lếu, Duyên Hải, Kim Tân được tái lập từ một phần xã Đồng Tuyển, còn tiểu khu Phố Mới được thành lập từ một phần xã Vạn Hòa.
Từ đó, thị xã Lào Cai có 5 phường: Cốc Lếu, Duyên Hải, Kim Tân, Lào Cai, Phố Mới và 3 xã: Bắc Cường, Đồng Tuyển, Vạn Hòa.
Ngày 31 tháng 1 năm 2002, Thủ tướng Chính phủ ban hành Nghị định 16/2002/NĐ-CP về việc sáp nhập toàn bộ diện tích tự nhiên và dân số của thị xã Lào Cai và thị xã Cam Đường thành thị xã Lào Cai.
Thị xã Lào Cai có diện tích tự nhiên là 23.095,8 ha và 77.167 người với 16 đơn vị hành chính trực thuộc, bao gồm 9 phường: Bắc Lệnh, Cốc Lếu, Duyên Hải, Kim Tân, Lào Cai, Phố Mới, Pom Hán, Thống Nhất, Xuân Tăng và 7 xã: Bắc Cường, Cam Đường, Đồng Tuyển, Hợp Thành, Nam Cường, Tả Phời, Vạn Hòa.
Ngày 30 tháng 11 năm 2004, Chính phủ ban hành Nghị định 195/2004/NĐ-CP. Theo đó:
- Thành lập thành phố Lào Cai thuộc tỉnh Lào Cai trên cơ sở toàn bộ 22.150 ha diện tích tự nhiên và 100.225 người của thị xã Lào Cai
- Chuyển 2 xã Bắc Cường và Nam Cường thành 2 phường có tên tương ứng
- Thành lập phường Bình Minh trên cơ sở điều chỉnh một phần diện tích và dân số của xã Cam Đường.

Ngày 30 tháng 10 năm 2014, Thủ tướng Chính phủ ban hành Quyết định số 1975/QĐ-TTg công nhận thành phố Lào Cai là đô thị loại II trực thuộc tỉnh Lào Cai.
Đến cuối năm 2019, thành phố Lào Cai có 17 đơn vị hành chính trực thuộc, gồm 12 phường: Bắc Cường, Bắc Lệnh, Bình Minh, Cốc Lếu, Duyên Hải, Kim Tân, Lào Cai, Nam Cường, Phố Mới, Pom Hán, Thống Nhất, Xuân Tăng và 5 xã: Cam Đường, Đồng Tuyển, Hợp Thành, Tả Phời, Vạn Hòa.
Ngày 11 tháng 2 năm 2020, Ủy ban Thường vụ Quốc hội ban hành Nghị quyết số 896/NQ-UBTVQH14 về việc sắp xếp các đơn vị hành chính cấp huyện, cấp xã thuộc tỉnh Lào Cai (nghị quyết có hiệu lực từ ngày 1 tháng 3 năm 2020). Theo đó:
- Sáp nhập 33,09 km² diện tích tự nhiên và 7.142 người thuộc 15 thôn của xã Gia Phú, huyện Bảo Thắng vào phường Thống Nhất
- Sáp nhập toàn bộ 19,06 km² diện tích tự nhiên và 4.390 người của xã Cốc San, huyện Bát Xát vào thành phố Lào Cai
- Sáp nhập 2,05 km² diện tích và 650 người thuộc 2 thôn: Kim Thành 1, Kim Thành 2 của xã Quang Kim, huyện Bát Xát vào phường Duyên Hải
- Sáp nhập phường Phố Mới vào phường Lào Cai
- Điều chỉnh địa giới hành chính các phường Cốc Lếu, Duyên Hải, Kim Tân, Bình Minh, Pom Hán, Thống Nhất, Xuân Tăng và xã Đồng Tuyển
- Giải thể phường Thống Nhất sau khi điều chỉnh địa giới hành chính để thành lập xã Thống Nhất.

Sau khi điều chỉnh, thành phố Lào Cai có diện tích 282,13 km², dân số là 130.671 người, có 10 phường và 7 xã như hiện nay.

## Hành chính
Thành phố Lào Cai có 17 đơn vị hành chính cấp xã trực thuộc, bao gồm 10 phường: Bắc Cường, Bắc Lệnh, Bình Minh, Cốc Lếu, Duyên Hải, Kim Tân, Lào Cai, Nam Cường, Pom Hán, Xuân Tăng và 7 xã: Cam Đường, Cốc San, Đồng Tuyển, Hợp Thành, Tả Phời, Thống Nhất, Vạn Hòa.

## Kinh tế - xã hội

### Kinh tế
Hiện nay thành phố Lào Cai đã tiến hành kè dọc theo 2 bên sông Hồng, tạo ra một cảnh quan đẹp, là điểm nhấn cho thành phố. Khu vực giáp bờ phải sông Hồng ở phía bắc thành phố được quy hoạch phân lô để xây dựng các biệt thự. Phần nối giữa thị xã Lào Cai với thị trấn Cam Đường, trước đây chỉ là núi đồi bỏ hoang, giờ đây một khu đô thị mới - khu đô thị Lào Cai - Cam Đường đang được xây dựng để làm trung tâm mới của thành phố. Các cơ quan đầu não của tỉnh đã và đang chuyển về đây. Một con đường rộng 58 m với 4 làn xe, đại lộ Trần Hưng Đạo, đi giữa khu đô thị mới là điểm nhấn quan trọng của thành phố.

### Xã hội

#### Giáo dục
Hiện nay thành phố Lào Cai có 23 trường tiểu học, 20 trường THCS và có 6 trường THPT tại thành phố.

## Giao thông

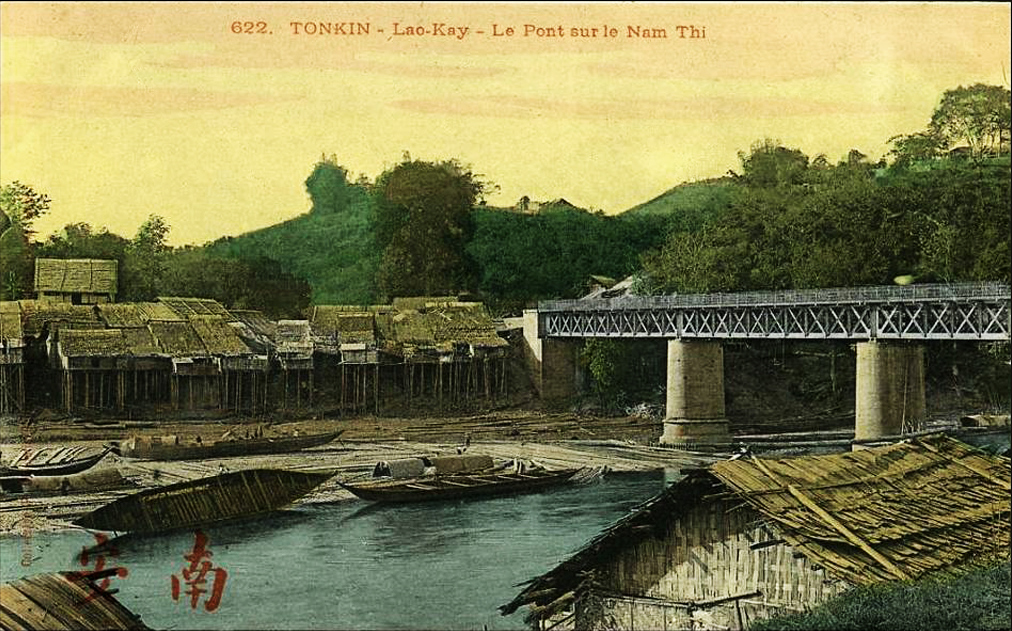
Cầu đường sắt Hồ Kiều từ đầu thế kỉ 20

Thành phố Lào Cai cũng chính là ga cuối cùng của tuyến đường sắt Hà Nội - Lào Cai. Từ đây người ta có thể chuyển tiếp sang Trung Quốc bằng đường bộ hoặc thậm chí bằng đường sắt bằng các chuyến tàu liên vận quốc tế. Ở phía bắc chỉ có 2 tỉnh duy nhất có được điều kiện thuận lợi này là Lạng Sơn và Lào Cai.
Về đường bộ, Quốc lộ 4D nối thành phố Lào Cai với các huyện bên cạnh là Mường Khương, Bát Xát, Sa Pa, với tỉnh Lai Châu và với Quốc lộ 32. Quốc lộ 4E và Quốc lộ 70 nối thành phố với các huyện phía đông nam của tỉnh và với các tỉnh ở phía nam. Đây cũng là điểm cuối của đường cao tốc Nội Bài – Lào Cai. Toàn thành phố có tổng cộng hơn 20 tuyến đường, gồm có: Triệu Quang Phục, Trần Hưng Đạo, Ngô Quyền, Nguyễn Du, Đinh Bộ Lĩnh... vv.

## Hạ tầng

### 1. Hiện trạng phát triển về hạ tầng xã hội

#### 1.1 Nhà ở.
Hệ thống nhà ở khu đô thị Lào Cai cũ tương đối ổn định. Từ sau quy hoạch chung được phê duyệt, tốc độ phát triển nhà ở tương đối cao, đặc biệt là các khu vực xung quanh các khu trung tâm và các khu phía Bắc thành phố. Tuy nhiên, khu vực mới phát triển phía Nam của Thành phố còn rất chậm, chủ yếu phát triển theo tuyến đường đi Phố Lu cũ. Khu vực giáp bờ phải sông Hồng ở phía Bắc thành phố được được quy hoạch phân lô để xây dựng các biệt thự. Tổng diện tích sàn nhà ở toàn thành phố năm 2017 là 3.096.500 m2, trong đó tổng diện tích sàn nhà ở khu vực nội thành là 3.096.500 m2. Như vậy bình quân diện tích nhà ở khu vực nội thành đạt 28,2 m2 sàn/người; Tỷ lệ nhà kiên cố, khá kiên cố, bán kiên cố khu vực nội thành đạt 93,7%.

#### 1.2. Giáo dục đào tạo.
Trên địa bàn thành phố có 14 trường trung học phổ thông, trung tâm giáo dục thường xuyên, trung cấp, cao đẳng và các trường trung học cơ sở, tiểu học, mầm non. Chất lượng giáo dục toàn diện và hiệu quả giáo dục ngày càng được nâng cao, dẫn đầu trong toàn tỉnh, năm học 2015-2016 có 3.523 lượt học sinh đạt giải. Tỷ lệ trẻ hoàn thành chương trình MN đạt 100%, 36/59 trường công lập đạt trường chuẩn quốc gia, bằng 61%, tăng 6 trường so với năm học trước. Tỷ lệ huy động học sinh 5 tuổi ra lớp đạt 100% và tỷ lệ học sinh 6 - 14 tuổi ra lớp đạt 99,9%, kết quả thi vào lớp 10 THPT đạt 83% tăng 7% so với năm học trước. Năm học 2016 -2017, thành phố chuẩn bị tốt các điều kiện và tổ chức tuyển sinh các lớp đầu cấp, kiểm tra và hướng dẫn, điều tiết giữa các vùng tuyển sinh không để xảy ra điểm nóng quá tải, đảm bảo cân đối giữa các trường trung tâm.
Thành phố hiện đang có 22.751 học sinh, trong đó có gần 6.900 trẻ mầm non, 9.721 học sinh tiểu học, 6.133 học sinh THCS đang học tại 68 trường ở các cấp. Hệ thống nhà giáo và nhân viên gồm 1.503 người, trong đó có 142 biên chế quản lý 1.177 giáo viên và 184 cán bộ công nhân viên. Chỉ đạo chuẩn bị tốt các điều kiện, nhất là bổ sung về đội ngũ giáo viên, cơ sở vật chất và tổ chức khai giảng năm học mới.

#### 1.3. Y tế
Hệ thống y tế tiếp tục được củng cố và tăng cường cả về cơ sở vật chất, trang thiết bị và đội ngũ cán bộ y tế. Trên địa bàn thành phố có 6 cơ sở khám chữa bệnh tuyến tỉnh, 21 trung tâm, trạm y tế tuyến phường xã với tổng số 820 giường. Mạng lưới y tế dự phòng được củng cố và phát triển, chủ động trong công tác vệ sinh môi trường, giám sát, phát hiện sớm và khống chế có hiệu quả các dịch bệnh trên địa bàn. Đẩy mạnh các hoạt động phòng chống lây nhiễm HIV/AIDS, đảm bảo quản lý chăm sóc tư vấn cho các đối tượng nhiễm HIV. Công tác kiểm tra vệ sinh an toàn thực phẩm, phòng chống dịch bệnh được quan tâm chỉ đạo sát sao, không có vụ ngộ độc thực phẩm nào xảy ra trong các dịp tết và Lễ hội..Công tác bảo hiểm y tế được quan tâm, số người tham gia bảo hiểm y tế tự nguyện gia tăng thường xuyên. Các cơ sở y tế trên địa bàn bao gồm: Các cơ sở khám chữa bệnh tuyến tỉnh: Bệnh viện đa khoa Lào Cai, bệnh viện Điều dưỡng, phục hồi chức năng, các phòng khám đa khoa khu vực thành phố... và các trạm y tế tuyến phường xã. Hệ thống các cơ sở y tế ngày càng được tăng cường về số lượng và chất lượng, từng bước đáp ứng yêu cầu khám chữa bệnh của nhân dân trong thành phố cũng như toàn tỉnh.

#### 1.4. Văn hóa, thể dục thể thao - Du lịch
a) Văn hóa - Thể dục thể thao:
Hoạt động văn hóa, thể thao, thông tin, tuyên truyền được triển khai tích cực, kịp thời đáp ứng công tác tuyên truyền các chủ trương, đường lối của Đảng, chính sách pháp luật của Nhà nước góp phần thực hiện các nhiệm vụ chính trị và phát triển kinh tế xã hội của địa phương, tích cực thực hiện nếp sống văn minh khu đô thị. Các công trình Văn hóa - Thể dục thể thao thành phố Lào Cai trong những năm qua được xây dựng tương đối đồng bộ, thành phố có trên 250 công trình Văn hóa - Thể dục thể thao, trong đó: Văn hóa cấp đô thị 16 công trình, Thể thao cấp đô thị 24 công trình và trên 212 công trình văn hóa - thể dục thể thao xã/phường, cơ quan, ngành và các công ty đơn vị, xí nghiệp trên địa bàn. Bên cạnh đó, thành phố có 5 công trình kiến trúc tiêu biểu, công trình văn hóa, di tích lịch sử danh thắng được quốc gia công nhận: Đền Mẫu, Đền Thượng, Đền Cấm, Chùa Tân Bảo, Nhà Truyền thống.
Phong trào toàn dân đoàn kết xây dựng đời sống văn hóa, thực hiện Nếp sống văn minh đô thị được đẩy mạnh, nâng cao chất lượng và hiệu quả. Nội dung, hình thức bình xét, công nhận các danh hiệu văn hóa được đổi mới, theo hướng chặt chẽ hơn, nâng cao chất lượng. Đến năm 2016, tỷ lệ Gia đình Văn hóa 93,9%, tỷ lệ Thôn đạt nếp sống văn hóa 93,8.%; tỷ lệ Tổ dân phố đạt tổ dân phố văn hóa. Các loại hình hoạt động văn hóa, văn nghệ quần chúng, hoạt động văn hóa ở cơ sở được phát triển. Tăng cường giao lưu văn hóa các vùng miền như: Quan họ, chèo, hát chầu văn, hát xoan, cải lương...Thành lập thêm 2 Câu lạc bộ văn hóa bản sắc (Tả Phời, Hợp Thành). Đến nay thành phố đã có 13 Câu lạc bộ văn hóa- nghệ thuật, hoạt động có hiệu quả, góp phần giữ gìn văn hóa bản sắc, đáp ứng nhu cầu nâng cao đời sống văn hóa tinh thần cho nhân dân, nâng cao hiệu quả phục vụ các hoạt động các dịp Lễ, Tết, ngày kỷ niệm và các sự kiện chính trị lớn của TP, giao lưu với các huyện, thị xã, TP trong tỉnh, trong nước và với huyện Hà Khẩu - Vân Nam - Trung Quốc. Định kỳ tổ chức đều đặn Lễ hội Đền Thượng hàng năm của thành phố; với nhiều hình thức hoạt động phong phú hơn, hấp dẫn hơn. Các xã, phường chuẩn bị chu đáo và tổ chức các Lễ hội truyền thống: Hội xuống đồng, Hội xuân...dịp đầu năm, đảm bảo đúng nghi lễ truyền thống và phong phú đa dạng về nội dung, tăng cường tính hấp dẫn, đáp ứng đời sống văn hóa tâm linh của nhân dân, giữ gìn bản sắc văn hóa truyền thống, tăng cường tình đoàn kết cộng đồng và thu hút khách du lịch.
b) Du lịch:
Thành phố Lào Cai có tiềm năng phát triển du lịch. Phát triển du lịch theo hướng đa dạng hoá các loại hình du lịch: du lịch sinh thái, cảnh quan; du lịch văn hóa, lịch sử; du lịch lễ hội... với các sản phẩm du lịch như du lịch nghỉ dưỡng, du lịch lễ hội với các loại hình, du lịch văn hóa, nghệ thuật, văn hóa ẩm thực của đồng bào dân tộc... Phát triển du lịch vẫn gắn liền với bảo vệ và tôn tạo cảnh quan, môi trường; bảo vệ và phát huy bản sắc văn hóa dân tộc. Phát triển du lịch tại chỗ gắn kết chặt chẽ với khai thác du lịch ở một số vùng của tỉnh Lào Cai. Hình thành các tour du lịch liên hoàn, thống nhất, tạo ra địa bàn du lịch hấp dẫn có sức thu hút du khách trong và ngoài nước. Triển khai đầu tư và kêu gọi đầu tư một số các dự án du lịch sinh thái – văn hoá - giải trí và ẩm thực.

#### 1.5. Công trình dịch vụ thương mại.
Trên địa bàn thành phố có 10 công trình thương mại cấp đô thị gồm: Siêu thị Đức Huy; Siêu thị Điện tử Chiến Hà; Siêu thị điện thoại Bắc Đô; Siêu thị máy tính Bắc Đô; Siêu thị sách công ty sách; Siêu thị mặt trời; Siêu thị Thành Công; Siêu thị Hòa Bình Plaza; Siêu thị Mường Thanh; Siêu thị Anh Mỹ Xmart. Công trình thương mại - dịch vụ tập trung chủ yếu ở khu vực chợ Cốc Lếu và khu vực cửa khẩu, các công trình có quy mô nhỏ của tư nhân nằm ở khu vực nội thành cũ. Khu vực hành chính mới và khu vực Cam Đường hiện vẫn chưa có công trình dịch vụ thương mại nào đáng kể. Cơ sở kinh tế thương mại dịch vụ trong thành phố phát triển dưới nhiều hình thức, bao gồm các chợ, trung tâm thương mại, khách sạn, nhà nghỉ, công trình dịch vụ khác.
Các công trình thương mại, dịch vụ: Gồm các cửa hàng, cửa hiệu và chợ của các phường Phố Mới, Cốc Lếu, Kim Tân. Các công trình thương mại, dịch vụ đã được xây dựng kiên cố đáp ứng được nhu cầu giao thương hàng hóa của nhân dân trong Thành phố và hàng hóa của khu vực cửa khẩu quốc tế Lào Cai. Ngoài ra còn hệ thống các chợ trung tâm cấp phường, xã.

### 2. Hiện trạng về hạ tầng kỹ thuật

#### 2.1. Giao thông
Thành phố Lào Cai là trung tâm chính trị, kinh tế, văn hóa của tỉnh Lào Cai và là đầu mối giao lưu của vùng Tây Bắc, là cửa khẩu quốc tế quan trọng có vị trí rất thuận lợi về giao thông đường bộ và đường sắt thông thương với Trung Quốc.
a) Giao thông đối ngoại:
w Giao thông đường bộ:
Thành phố Lào Cai có 4 trục đường đối ngoại chính, bao gồm:
- Tuyến cao tốc Nội Bài - Lào Cai: Toàn tuyến dài 264 km, là tuyến huyết mạch cầu nối Việt Nam với Trung Quốc. Điểm đầu giao giữa QL2 và đường cao tốc Bắc Thăng Long - Nội Bài (Hà Nội); điểm cuối kết thúc tại cửa khẩu Kim Thành, thành phố Lào Cai. Tuyến đường được đi ven theo sông Hồng, là một phần trong dự án phát triển cơ sở hạ tầng giao thông của Hành lang kinh tế Côn Minh - Hà Nội - Hải Phòng. Đoạn qua thành phố Lào Cai dài 19 km, đường cấp 80 với 4 làn xe, và có 03 điểm kết nối với thành phố Lào Cai tại các nút giao Bình Minh giao QL4E; Kim Tân giao QL4D và nút cuối giao đấu nối vào cầu Kim Thành.
- Tuyến Quốc lộ 70: Thuộc hệ thống giao thông đường bộ nan quạt vành đai biên giới kết nối giữa các tỉnh trung du miền núi phía Bắc. Đoạn qua thành phố dài gần 5 km, tiêu chuẩn đường cấp II với 4 làn xe, nền rộng 22,5m mặt 15m.
- Tuyến Quốc lộ 4D: là tuyến bắt đầu từ Pa So, Lai Châu chạy tới SaPa, qua thành phố Lào Cai kết thúc tại cửa khẩu Mường Khương, có vai trò quan trọng trong việc thúc đẩy phát triển du lịch Sapa. Chiều dài qua địa phận Lào Cai dài 102 km, trong đó:
+ Đoạn Km103 - Km137 (từ Sa Pa - Lào Cai): Dài 34 km đạt tiêu chuẩn đường cấp 4 miền núi có châm chước về độ dốc dọc và bán kính đường cong, nền đường rộng 7,5m, mặt đường rộng 6,5m, mặt đường rải bê tông nhựa.
+ Đoạn Km137 - Km140+500: Đoạn qua trung tâm thành phố Lào Cai, nền đường rộng 27m, mặt đường rộng 15m thảm bê tông nhựa đã hoàn thành xây dựng từ năm 1998, hiện nay mặt đường còn tốt.
+ Đoạn Km140+500 - Km149: Bộ GTVT đã chuyển đoạn này vào dự án nâng cấp Quốc lộ 70 đoạn Bản Phiệt - cầu Hồ Kiều II (Km188 - Km198).
- Tuyến Quốc lộ 4E: Kết nối thành phố Lào Cai với Phố Lu và giao với QL70 tại ngã ba Xuân Quang. Chiều dài tuyến 43 km, trong đó:
+ Đoạn Km0 - Km33 được nâng cấp từ năm 1993 theo tiêu chuẩn đường cấp IV miền núi có châm chước, nền đường rộng 7,5m, mặt đường đá dăm láng nhựa rộng 5,5m, hiện nay mặt đường đã xuống cấp nghiêm trọng do các xe chở quặng quá tải, đặc biệt trên tuyến có 2 cây cầu đường sắt đi chung với đường bộ, lưu lượng và tải trọng xe qua lại không đáp ứng được
+ Đoạn Km34 đến cuối tuyến dài 9,7 km đi trong nội thị (đoạn Lào Cai – Cam Đường). Trong đó 8,4 km có nền đường rộng 58,5m, mặt đường rộng 32,5m mặt đường rải bê tông nhựa, còn lại 1,3 km có nền đường rộng 29m, mặt đường rộng 15m, mặt đường rải bê tông nhựa. Công trình cầu cống thiết kế vĩnh cửu với tải trọng H30-XB80, đoạn này được hoàn và bàn giao vào năm 2005.
Hệ thống tỉnh lộ của thành phố:
- Đường tỉnh 156: là trục dọc phía Tây Bắc của thành phố Lào Cai kết nối với huyện Bát Xát. Tuyến bắt đầu từ Kim Tân, thành phố Lào Cai theo hướng Tây Bắc qua Quang Kim tới thị trấn Bát Xát rồi lên các xã Bản Vược, Trịnh Tường, Nậm Chạc và kết thúc ở Tùng Sáng, xã A Mú Sung, toàn tuyến dài 51 km. Đoạn qua thành phố dài khoảng 5 km.
- Đường tỉnh lộ 157: nối Phố Mới với Quốc lộ 70 tại xã Phong Hải, huyện Bảo Thắng. Tuyến xuất phát từ Phố Mới theo hướng đông qua xã Vạn Hòa, xã Bản Phiệt, rồi xã Phong Hải huyện Bảo Thắng kết thúc ở Quốc lộ 70, toàn tuyến dài 25 km, đoạn qua thành phố dài khoảng 14,5 km.
Các công trình giao thông.
- Bến xe trung tâm thành phố Lào Cai: bến xe loại 1, diện tích 3,5 ha, nằm ở cuối đường Trần Hưng Đạo.
- Cầu qua sông: hiện trạng thành phố Lào Cai có 4 cầu lớn bắc qua sông Hồng (cầu Kim Thành, cầu Cốc Lếu, cầu Phố Mới, cầu Giang Đông) và cầu Hồ Kiều qua sông Nậm Thi. Khu đô thị hóa mở rộng xuống phía Nam cần bổ sung thêm hệ thống cầu đảm bảo kết nối và thúc đẩy phát triển kinh tế hai bờ sông.
- Nút khác mức: Hiện trạng có hai nút khác mức IC18 và IC19 giữa cao tốc Nội Bài - Lào Cai và đường Bình Minh, Quốc lộ 4D kết nối với Thành phố, việc kết nối với khu vực phía tây vẫn chưa được chú trọng, cần được xem xét bổ sung.
w Giao thông đường sắt:
- Tuyến đường sắt Hà Nội - Lào Cai: tổng chiều dài 296 km, đoạn qua thành phố Lào Cai dài khoảng 19 km kết nối với đường sắt Côn Minh - Trung Quốc, hiện nay trên tuyến lưu lượng hàng lớn (khoảng 2 triệu tấn/năm), do khổ đường bé (1000mm), chưa đáp ứng hết được nhu cầu vận chuyển hành khách và hàng hóa, cần được nâng cấp cải tạo.
- Đường sắt chuyên dụng: Qua địa phận TP Lào Cai có tuyến đường sắt chuyên dụng của Công ty TNHH MTV Apatit Việt Nam, với chiều dài dài 16 km, chuyên chở quặng Apatit, tuyến Cam Đường - Phố Lu - Tằng loỏng.
- Ga đường sắt: nằm ở phường Phố Mới, có quy mô khoảng 13 ha với 8 đường tiếp đón tàu, là điểm trung chuyển lượng lớn hành khách và hàng hóa từ Hà Nội lên Lào Cai.
w Giao thông đường thủy.
Thành phố Lào Cai quy hoạch hai bên sông Hồng, có khả năng khai thác đường thủy, song do địa hình miền núi, lòng sông dốc, nhiều ghềnh nên khai thác giao thông đường thủy đến nay bị hạn chế.
b) Giao thông đối nội
Nhìn chung mạng lưới giao thông toàn thành phố khá phát triển, chất lượng đường tương đối tốt với tổng diện tích đất giao thông nội thành là 269,07ha. Khu vực nội thành có 115,34 km đường có mặt cắt đường đỏ ≥ 7,5m. Tỷ lệ diện tích đất giao thông khu vực nội thị trên đất xây dựng đô thị là 18,2%; mật độ đường chính khu vực nội thị đạt 4,45 km/km2; bình quân diện tích đất giao thông chính đô thị trên dân số nội thị đạt 23,59 m2/người.
Vận tải hành khách công cộng: Thành phố hiện có 4 tuyến vận tải hành khách công cộng là: Tuyến 1: Quảng trường Ga Lào Cai - Đường Nguyễn Huệ - Cầu Cốc Lếu - Đường Hoàng Liên - Quốc lộ 4D - Đường Ngũ Chi Sơn - Đường Xuân Viên - Nhà thờ trung tâm Sa pa; Tuyến 2: Bến xe trung tâm Lào Cai - Đường Trần Hưng Đạo - Cầu phố Mới - Đường Nguyễn Huệ - Cầu Cốc Lếu - Đường Hoàng Liên – Quốc lộ 4D - nhà thờ trung tâm Sa Pa; Tuyến 3: Bệnh viện đa khoa tỉnh - Đường Chiềng On - Đường 30/4 -Đường 1/5 - Đường Trần Hưng Đạo - Cầu phố mới - Đường Nguyễn Huệ - Đường Phan Bội Châu - Đền Thượng; Tuyến 4: Bến xe Trung tâm Lào Cai - Đường Trần Hưng Đạo - Đường Hàm Nghi - Đường Hoàng Liên - Đường Thanh Niên - Đường Duyên Hải - Ngã ba đường Duyên Hải - Kim Thành.
w Công trình giao thông
Trên địa bàn thành phố có bến xe Phố Mới diện tích 1ha loại II và bên xe trung tâm thành phố 3,5 ha loại I; 2 ga đường sắt: Ga Lào Cai 13 ha và ga Pom Hán 4 ha và hệ thống các bến bãi đỗ xe trên địa bàn thành phố có diện tích khoảng 15,65 ha.

#### 2.2. Cấp điện đô thị
+ Nguồn điện
Thành phố Lào Cai hiện đang được cấp điện trực tiếp từ lưới điện Quốc gia thông qua trạm biến áp:
- Trạm 220 KV Lào Cai 220/110 KV - 1x125MVA.
- Trạm 110 KV Lào Cai 110/35/22/10 KV - 1x25MVA.
+ Lưới điện
- Lưới 220KV:
Từ trạm 220KV Lào Cai có hai tuyến 220KV đi Tân Kiều và Yên Bái: Tuyến 220KV Lào Cai - Tân Kiều (Trung Quốc) dây dẫn ACSR 300. Tuyến 220KV Lào Cai - Yên Bái dây dẫn ACSR 400.
- Lưới 110KV:
Từ trạm 110KV Lào Cai có các lộ xuất tuyến sau: Tuyến 110KV Lào Cai - Hà Khẩu (Trung Quốc) dây dẫn AC 185, Tuyến 110KV Lào Cai - Tằng Loỏng dây dẫn AC 185, Tuyến 110KV Lào Cai - Phong Thổ dây dẫn AC 185.
- Lưới 35KV: Các tuyến 35KV hiện có trên địa bàn thành phố cấp điện đi nổi dây dẫn AC 70, AC90.
- Lưới 22KV: Các khu vực hành chính, đô thị phát triển mới và một số khu vực trong đô thị cũ lưới điện 22KV hiện có đã được đầu tư hạ ngầm, sử dụng cáp ngầm trung thế XLPE 3x240
- Lưới 10KV:
+ Trong khu vực đô thị cũ còn một số tuyến 10KV đi nổi dây dẫn AC 50, AC 70, AC90.
+ Lưới điện hạ thế 0,4KV trong khu vực đô thị mới và khu vực trung tâm đô thị cũ cơ bản đã được đầu tư xây dựng mới bằng hệ thống cột bê tông ly tâm cáp vặn xoắn ABC bọc cách điện tiết diện từ 50 mm2 đến 95 mm2, điện áp ổn định. Còn lại một số các khu vực dân cư ven đô thị lưới điện hạ thế 0,4KV đi nổi trên cột bê tông chữ H dùng dây nhôm bọc và dây nhôm trần A35, A50, A70 và A95.
Nhu cầu sử dụng điện trong thành phố đạt 100%, tiêu chuẩn cấp điện sinh hoạt khu vực nội thị đạt khoảng 600 kwh/người/năm.
+ Chiếu sáng công cộng
Tiếp tục nâng cao chất lượng chiếu sáng đô thị đảm bảo 100% các công trình giao thông, không gian công cộng và quảng cáo tại đô thị (bao gồm: xây mới, cải tạo, nâng cấp) sử dụng các sản phẩm chiếu sáng hiệu suất cao, tiết kiệm điện, trong đó phấn đấu các công trình sử dụng đèn năng lượng mặt trời đạt tiêu chuẩn.

#### 2.3. Cấp nước đô thị
- Hiện tại trên toàn thành phố có 03 nhà máy nước cung cấp nước sinh hoạt cho nhân dân trong thành phố với tổng công suất khai thác là 33.000 m3/ngày/đêm. Cụ thể như sau:
+ Nhà máy nước Lào Cai lấy nước từ sông Nậm Thi. Công suất thiết kế là 12.000 m3/ngày đêm, hiện tại khai thác là 14.000 m3/ngày đêm.
+ Nhà máy nước Cốc San lấy nước từ suối Ngòi Đum. Công suất thiết kế là 20.000 m3/ngày đêm, hiện tại khai thác là 18.000 m3/ngày đêm.
+ Nhà máy nước Mỏ Đá công suất 1.000 m3/ng.đêm.
Hiện nay Công ty Cổ phần cấp nước Lào Cai đang thẩm định, phê duyệt 01 dây chuyền xử lý công suất 6.000 m3/ng.đêm tại nhà máy nước Cốc san, để nâng công suất nhà máy này lên 24.000 m3/ng.đêm trong năm 2018, nâng công suất của toàn hệ thống lên 39.000 m3/ng.đêm. Các nhà máy nước đang trong tình trạng hoạt động tốt, nước sạch sau xử lý đảm bảo các chỉ tiêu của Bộ Y tế quy định.
- Các nguồn nước khai thác: Sông Nậm Thi; Suối Ngòi Đum và Giếng Mỏ Đá.
- Mạng lưới phân phối: Mạng lưới tuyến ống truyền dẫn và phân phối nước sạch có đường kính đến D400, bao phủ toàn bộ khu vực trung tâm thành phố và các KCN Đông Phố Mới, Bắc Duyên Hải, khu TM Kim Thành. Hiện nay đang cung cấp nước cho 29.600 hộ dân (khoảng 120.000 người) và các cơ quan, đơn vị. Diện bao phủ cấp nước ở các phường trung tâm thành phố đạt gần 100%, phường Thống Nhất, Xuân Tăng và các xã Cam Đường, Vạn Hòa, Đồng Tuyển đạt từ 50 - 75%.

#### 2.4. Thoát nước thải và vệ sinh môi trường
Hiện tại thành phố đã có 2 nhà máy xử lý nước thải gồm: Nhà máy xử lý nước thải thành phố Lào Cai tại phường Kim Tân, giai đoạn 1 công suất 2.500 m3/ngày đêm, giải quyết đáng kể vấn đề xử lý nước thải - nguồn nước ô nhiễm xả trực tiếp ra môi trường ảnh hưởng lớn đến chất lượng đời sống nhân dân trong lưu vực 4 phường: Cốc Lếu, Kim Tân, Bắc Cường, Duyên Hải và Trạm xử lý nước thải công nghiệp Đông phố Mới công suất 500m3/ngày đêm. Tuy nhiên đối với các phường/xã khác, nước thải sinh hoạt mới được xử lý sơ bộ tại các hộ gia đình được thu gom xử lý và thải qua hệ thống cống vệ sinh của các hộ (khoảng 30%), nước thải công nghiệp hầu như chưa qua xử lý trước khi thải ra môi trường. Tại một số cơ sở y tế bước đầu đã xây dựng các công trình xử lý nước thải.
Toàn bộ thành phố Lào Cai bao gồm 2 lưu vực chính: lưu vực phía Tây và lưu vực phía Đông sông Hồng. Lưu vực phía Đông sông Hồng hầu hết thuộc khu vực thành phố Lào Cai cũ cơ bản đã có hệ thống thoát nước khá hoàn chỉnh. Nước mưa phần lớn được thu vào hệ thống cống thoát và một phần nhỏ các khu vực chưa xây dựng thoát theo địa hình ra sông Hồng và sông Nậm Thi. Khu vực phía Tây sông Hồng ngoài khu vực thành phố Lào Cai cũ và một số tuyến đường mới đã có hệ thống thoát nước khá hoàn chỉnh, các khu vực còn lại chủ yếu thoát nước theo địa hình tự nhiên ra các khe suối tụ thủy rồi ra sông Hồng.

#### 2.5. Cây xanh, thu gom xử lý rác thải
Hiện toàn thành phố có 04 công viên (Công viên Thủy Hoa 5 ha, Công viên Thủy Vỹ 1ha, công viên Nhạc Sơn 15 ha, Công viên Hồ Chí Minh 1 ha) với tổng diện tích là 22 ha. Tổng diện tích đất cây xanh đô thị khoảng 389,22 ha đạt 36,66 m2/người, đất cây xanh công cộng khu vực nội thị khoảng 380,62ha đạt 35,85 m2/người. Hệ thống cây xanh đường phố, vườn hoa, công viên được chăm sóc duy tu thường xuyên nên tạo được cảnh đẹp và mỹ quan đô thị. Những năm trở lại đây, hệ thống cây xanh trên địa bàn thành phố đã được chăm chút, đầu tư cải tạo, hài hòa với các công trình kiến trúc, đến việc trồng mới cây xanh trên nhiều tuyến đường ven thành phố. Xây dựng mới công viên, vườn hoa trong các khu đô thị, nâng cao trình độ nhận thức của người dân đô thị. Đầu tư xây dựng quảng trường, nhiều vườn hoa công viên quy mô nhỏ xen kẽ giữa các khu vực trong nội thành, công viên nước thành phố. Mặc khác, trên nhiều tuyến vỉa hè, dải phân cách đã được đặt thêm những chậu hoa cảnh để tăng cường màu xanh trên đường phố, tạo cảnh quan xanh đẹp và hấp dẫn.
Công tác thu gom chất thải rắn trong sinh hoạt và do Công ty môi trường đô thị Lào Cai thực hiện; Khối lượng chất thải rắn sinh hoạt, chất thải rắn xây dựng toàn thành phố khoảng 120T/ng, tỷ lệ thu gom là 100% đối với các tuyến phố đã xây dựng. Chất thải rắn được phân loại rác vô cơ và rác hữu cơ riêng để thu gom, vận chuyển về khu vực xử lý theo đề án phân loại rác của tỉnh Lào Cai; Chất thải rắn được thu gom thủ công và vận chuyển bằng ô tô đến khu xử lý rác thải của thành phố. Chất thải rắn vô cơ và chất thải xây dựng được thu gom và vận chuyển bằng ô tô đến bãi chôn lấp CTR của thành phố với diện tích 4 ha, cách trung tâm thành phố 6 km (thôn Tòng Mòn - xã Đồng Tuyển). Chất thải hữu cơ được chuyển về nhà máy xử lý rác thải tập trung của thành phố với công suất 150T/ng.đêm để xử lý, sản xuất thành phân Compos.

#### 2.6. Nghĩa trang
Thành phố hiện có 03 nghĩa trang tập trung, không có các nghĩa trang rải rác và mộ phân tán. Tổng diện tích đất nghĩa trang là 44,5 ha, thành phố đã có 1 nhà tang lễ tại Bệnh viện đa khoa Lào Cai. Diện tích của các nghĩa trang như sau:
- Nghĩa trang Vạn Hoà: diện tích 10 ha.
- Nghĩa trang Đồng Tuyển: diện tích 4,5 ha, hiện nay đã sử dụng hết đất.
- Nghĩa trang Thống nhất: diện tích 30 ha.

#### 2.7. Thông tin, bưu chính viễn thông
Mở rộng mạng lưới bưu chính viễn thông đến khắp các địa bàn trong tỉnh. Nâng cao chất lượng dịch vụ bưu chính viễn thông, đảm bảo thông tin liên lạc thông suốt, kịp thời, góp phần thúc đẩy phát triển kinh tế - xã hội và phục vụ an ninh quốc phòng.

## Hình ảnh

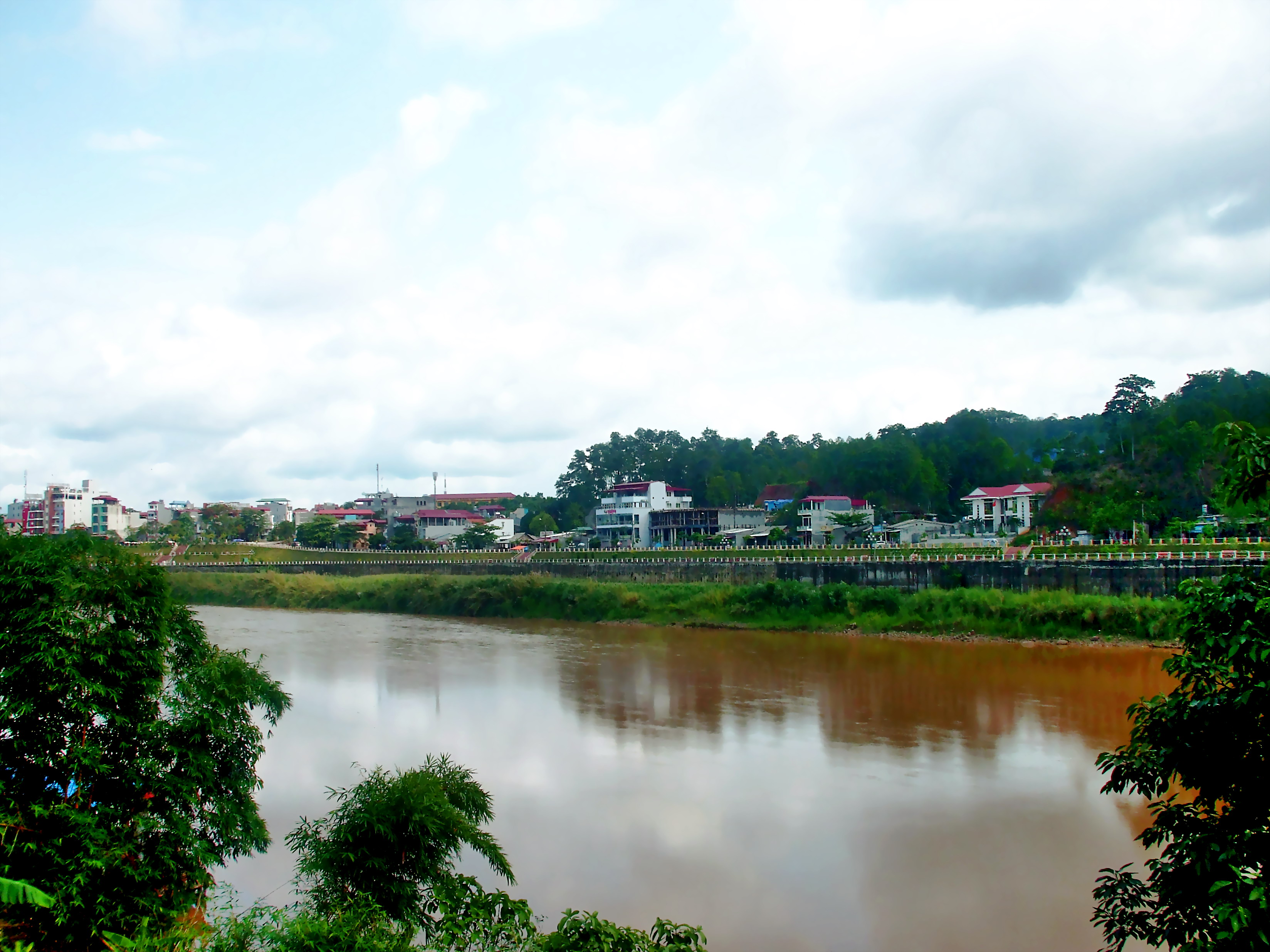
Một phần thành phố Lào Cai bên sông Nậm Thi
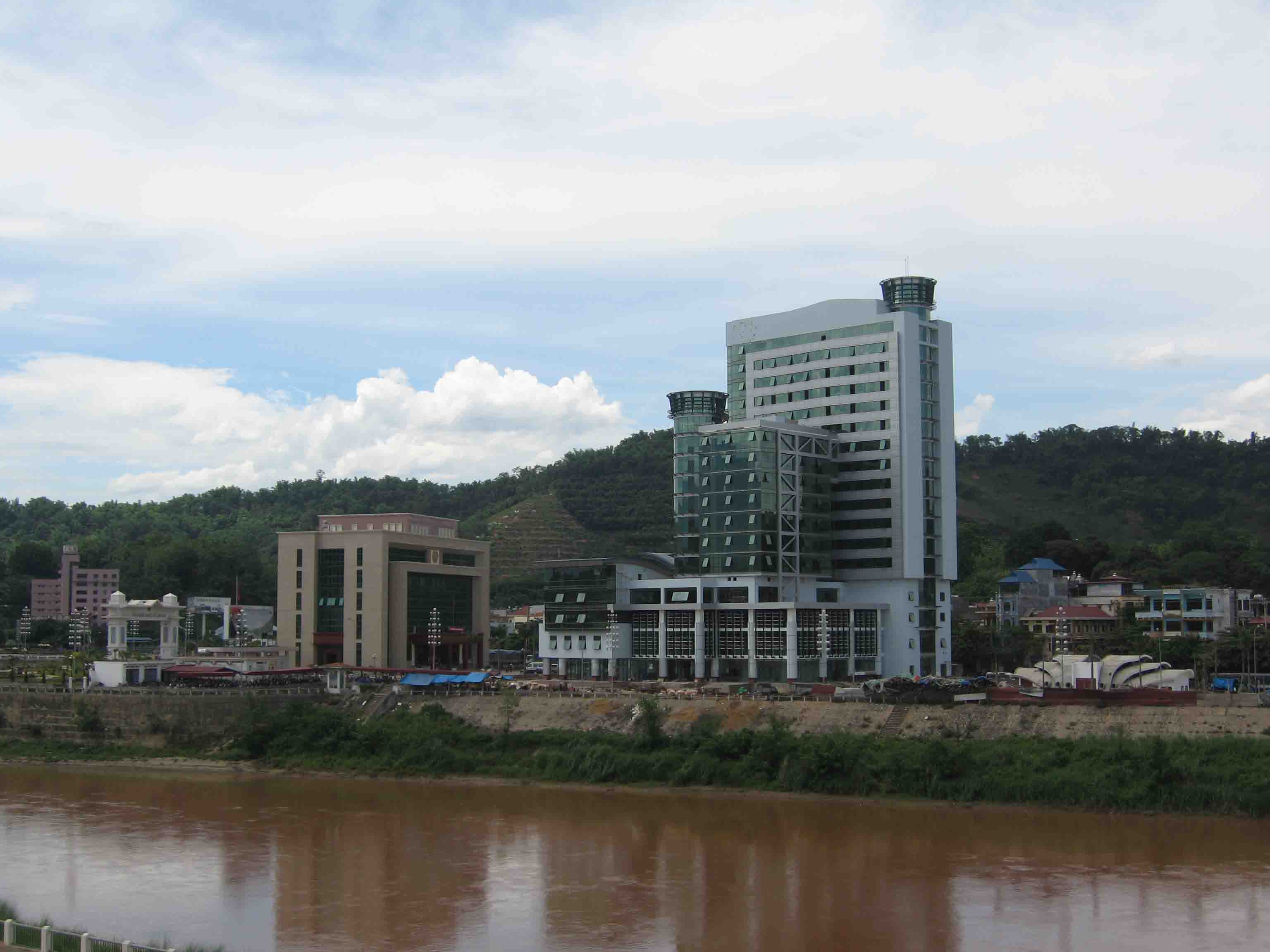
Khu vực giáp cửa khẩu của thành phố Lào Cai
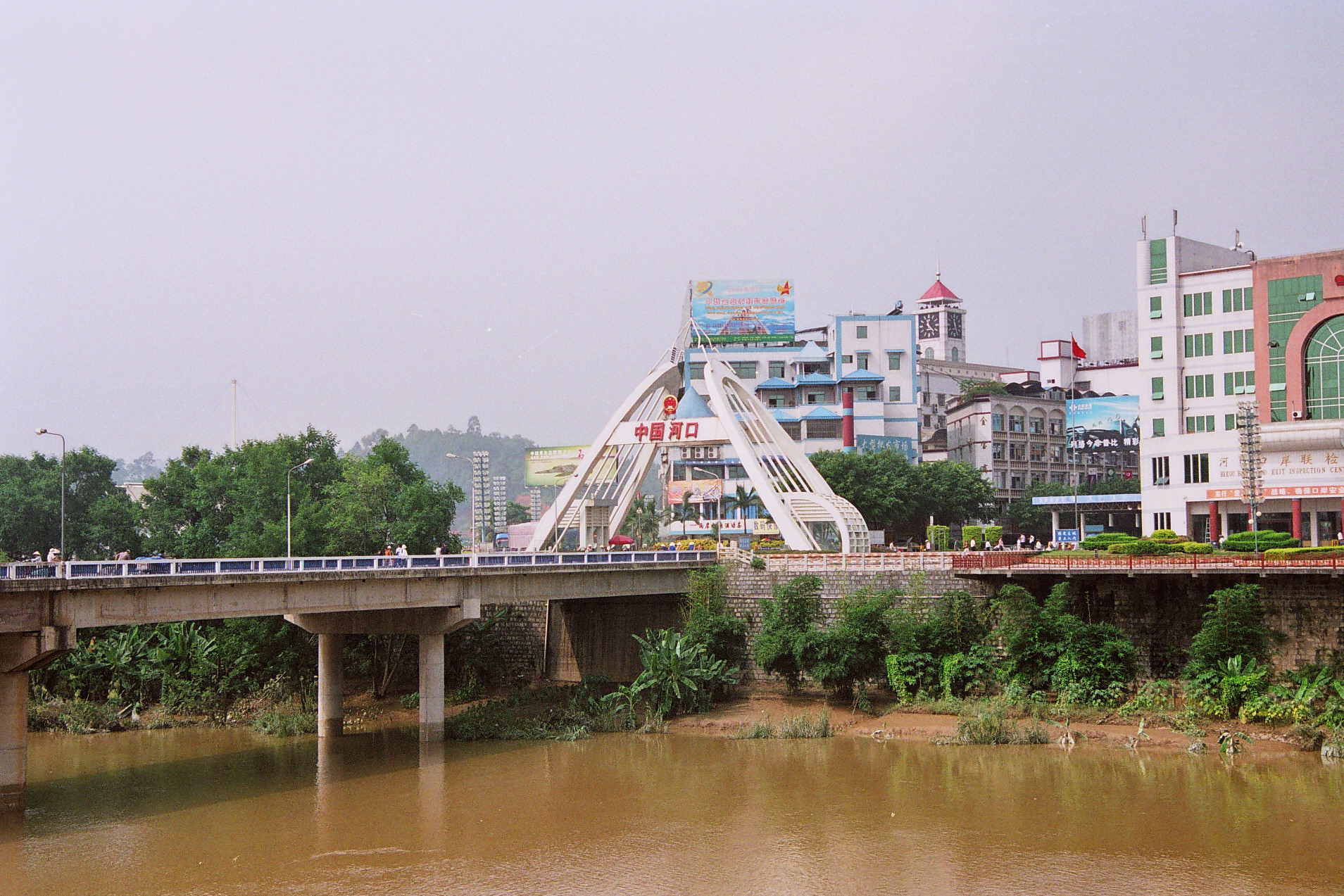
Cửa khẩu Hà Khẩu nhìn từ thành phố Lào Cai
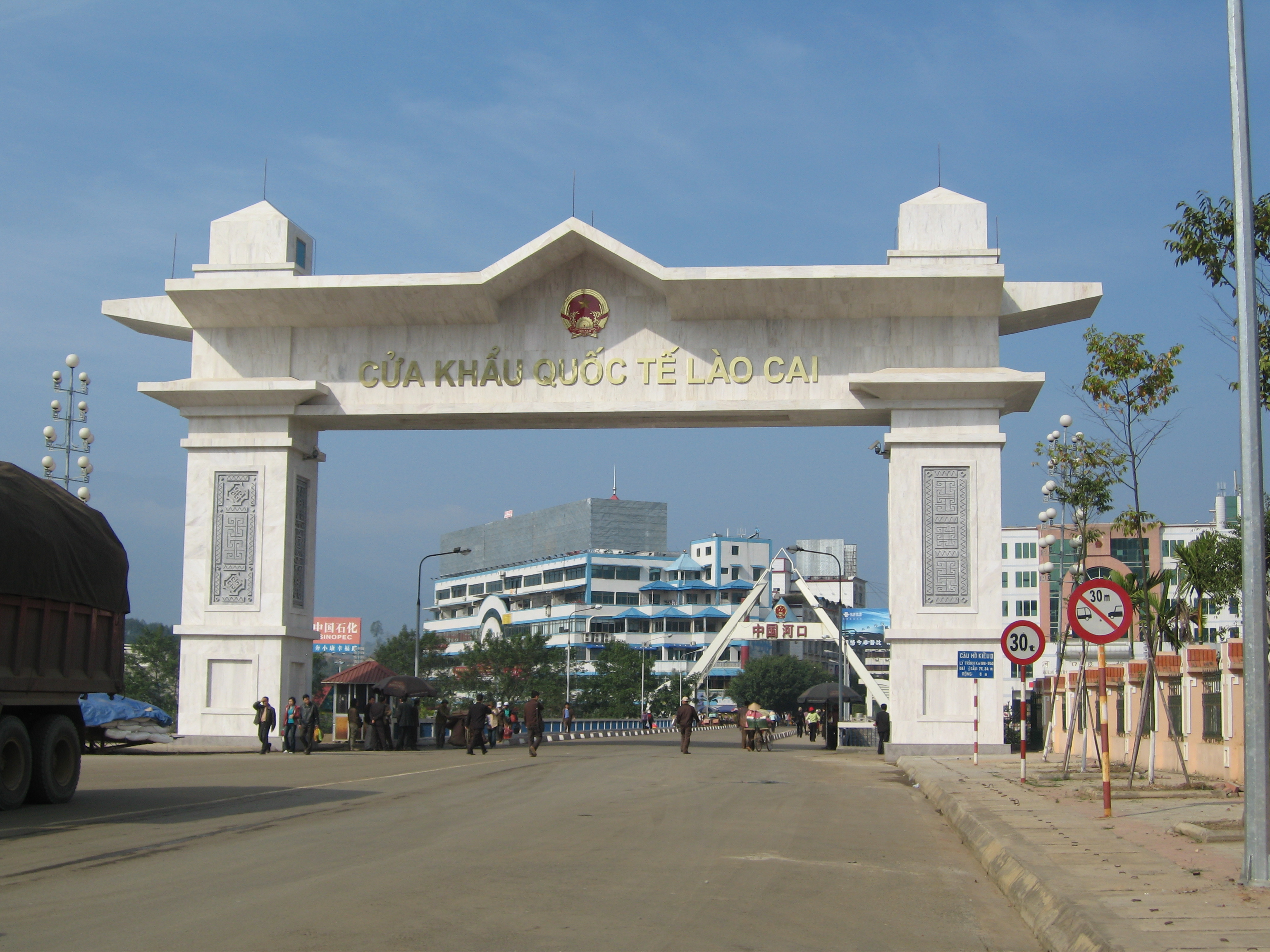
Cầu đường bộ Hồ Kiều bắc qua sông Nậm Thi
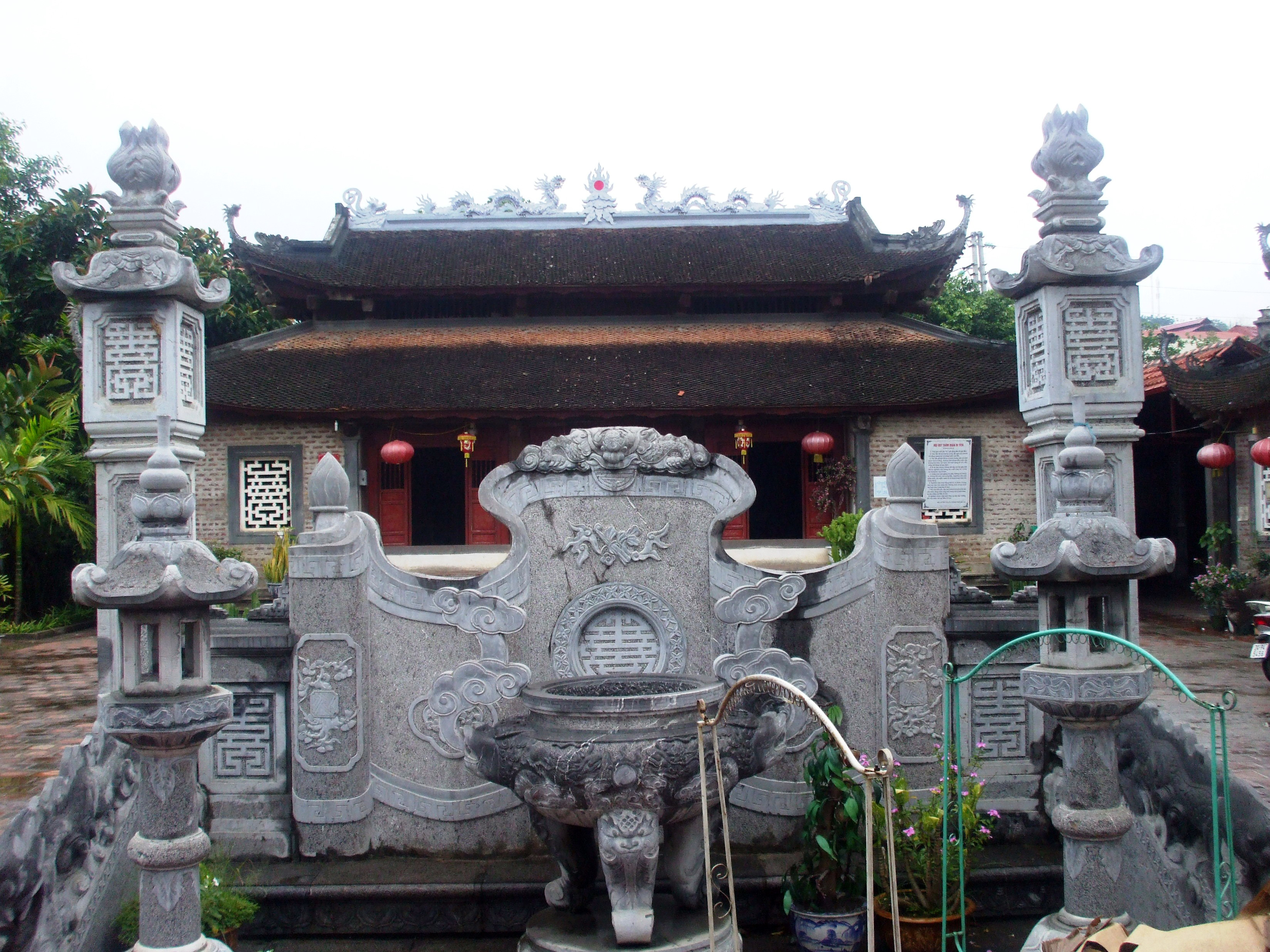
Đền Mẫu Lào Cai

## Thành phố kết nghĩa
- Thành phố Thủ Dầu Một, tỉnh Bình Dương.